# 성재휴
성재휴(成在烋, 1915년 1월 29일~1996년 8월 29일)는 대한민국의 동양화가이다. 경상남도 창녕 출신이며, 호는 풍곡(豊谷)이다.

## 생애
허백련(許百鍊)에게서 동양화를 사사(師事)했으나 전통적 기법에서 벗어난 개성적 그림을 시도했다. 1948년부터 국전에 출품했고 1957년 이후에는 현대작가초대전에 초대출품했다. 백양회(白楊會)의 회원으로 활약하는 한편, 미국 뉴욕의 월드하우스 화랑 초대전, 샌프란시스코 미술관 선발전, 타이베이 미술관 초대전에도 출품했다. 1960년 미국으로 건너가 미국 뉴욕 빌리지미술관 미술전에서 수석상(首席賞)을 받고 동 회원이 되었으며, 1개월간 그곳 미술관에서 개인전을 열었다. 1965년 이후에는 홍익대학교와 수도여자사범대학에서 동양화를 강의하였다.

## 작품 및 경향
힘차고 대담한 먹(墨)으로 형성되는 형상을 공백과 대비시켜 단순화와 추상화를 시도하는 새로운 경향의 화풍을 가진 화가로서 〈사슴〉, 〈악의(惡意)를 거두라〉, 〈어골(魚骨)〉 등이 있다.

## 수상
- 1960년 뉴욕 빌리지미술관주최 공모전 금상

- 1978년 중앙문화대상 예술상
- 1996년 보관문화훈장

## 경력
- 중앙미술대전 심사위원

- 동아미술제 심사위원